# Pilot Pen Tennis 2007 - Qualificazioni singolare femminile
Le qualificazioni del singolare femminile del Pilot Pen Tennis 2007 sono state un torneo di tennis preliminare per accedere alla fase finale della manifestazione. I vincitori dell'ultimo turno sono entrati di diritto nel tabellone principale. In caso di ritiro di uno o più giocatori aventi diritto a questi sono subentrati i lucky loser, ossia i giocatori che hanno perso nell'ultimo turno ma che avevano una classifica più alta rispetto agli altri partecipanti che avevano comunque perso nel turno finale.
Le qualificazioni del torneo Pilot Pen Tennis  2007 prevedevano 32 partecipanti di cui 4 sono entrati nel tabellone principale.

## Teste di serie
1. Ágnes Szávay (Qualificata)
2. Kaia Kanepi (secondo turno)
3. Assente
4. Kateryna Bondarenko (primo turno)

1. Karin Knapp (secondo turno)
2. Yvonne Meusburger (primo turno)
3. Ol'ga Govorcova (Qualificata)
4. Dominika Cibulková (ultimo turno)

## Qualificati
1. Ágnes Szávay
2. Ol'ga Govorcova

1. Tat'jana Puček
2. Virginia Ruano Pascual

## Tabellone

### Legenda
| - Q = Qualificato - WC = Wild card - LL = Lucky loser | - ALT = Alternate - SE = Special Exempt - PR = Protected Ranking | - w/o = Walkover - r = Ritirato - d = Squalificato |

### Sezione 1
|  | Primo turno           | Primo turno           | Primo turno           | Primo turno   | Primo turno |  |  | Secondo turno | Secondo turno      | Secondo turno      | Secondo turno      | Secondo turno      |   |    | Ultimo turno | Ultimo turno | Ultimo turno | Ultimo turno | Ultimo turno |  |
|  |                       |                       |                       |               |             |  |  |               |                    |                    |                    |                    |   |    |              |              |              |              |              |  |
|  | 1                     | Ágnes Szávay          | Ágnes Szávay          | 6             | 6           |  |  |               |                    |                    |                    |                    |   |    |              |              |              |              |              |  |
|  |                       | Carolyn Mcveigh       | Carolyn Mcveigh       | 1             | 1           |  |  | 1             | Ágnes Szávay       | Ágnes Szávay       | 6                  | 6                  |   |    |              |              |              |              |              |  |
|  | Eva Birnerová         | Eva Birnerová         | Eva Birnerová         | Eva Birnerová | 4           |  |  |               | Eva Birnerová      | Eva Birnerová      | 2                  | 0                  |   |    |              |              |              |              |              |  |
|  | Camille Pin           | Camille Pin           | Camille Pin           | Camille Pin   | 1r          |  |  |               |                    |                    |                    |                    |   |    | 1            | Ágnes Szávay | Ágnes Szávay | 6            | 2            |  |
|  | Aleksandra Wozniak    | Aleksandra Wozniak    | Aleksandra Wozniak    | 6             | 6           |  |  |               |                    | 8                  | Dominika Cibulková | Dominika Cibulková | 1 | 1r |              |              |              |              |              |  |
|  | Jelena Kostanić Tošić | Jelena Kostanić Tošić | Jelena Kostanić Tošić | 3             | 3           |  |  |               | Aleksandra Wozniak | Aleksandra Wozniak | 0                  | 3                  |   |    |              |              |              |              |              |  |
|  | 8                     | Dominika Cibulková    | 3                     | 6             | 7           |  |  | 8             | Dominika Cibulková | Dominika Cibulková | 6                  | 6                  |   |    |              |              |              |              |              |  |
|  |                       | Gréta Arn             | 6                     | 2             | 62          |  |  |               |                    |                    |                    |                    |   |    |              |              |              |              |              |  |

### Sezione 2
|  | Primo turno        | Primo turno           | Primo turno           | Primo turno | Primo turno |  |  | Secondo turno | Secondo turno      | Secondo turno      | Secondo turno   | Secondo turno   |   |   | Ultimo turno | Ultimo turno  | Ultimo turno  | Ultimo turno | Ultimo turno |  |
|  |                    |                       |                       |             |             |  |  |               |                    |                    |                 |                 |   |   |              |               |               |              |              |  |
|  | 2                  | Kaia Kanepi           | Kaia Kanepi           | 7           | 7           |  |  |               |                    |                    |                 |                 |   |   |              |               |               |              |              |  |
|  |                    | Stéphanie Cohen-Aloro | Stéphanie Cohen-Aloro | 5           | 65          |  |  | 2             | Kaia Kanepi        | 6                  | 3               | 1               |   |   |              |               |               |              |              |  |
|  | Julia Schruff      | Julia Schruff         | Julia Schruff         | 6           | 6           |  |  |               | Julia Schruff      | 2                  | 6               | 6               |   |   |              |               |               |              |              |  |
|  | Edina Gallovits    | Edina Gallovits       | Edina Gallovits       | 4           | 3           |  |  |               |                    |                    |                 |                 |   |   |              | Julia Schruff | Julia Schruff | 2            | 3            |  |
|  | Mathilde Johansson | Mathilde Johansson    | Mathilde Johansson    | 6           | 6           |  |  |               |                    | 7                  | Ol'ga Govorcova | Ol'ga Govorcova | 6 | 6 |              |               |               |              |              |  |
|  | Flavia Pennetta    | Flavia Pennetta       | Flavia Pennetta       | 3           | 2           |  |  |               | Mathilde Johansson | Mathilde Johansson | 4               | 3               |   |   |              |               |               |              |              |  |
|  | 7                  | Ol'ga Govorcova       | Ol'ga Govorcova       | 7           | 6           |  |  | 7             | Ol'ga Govorcova    | Ol'ga Govorcova    | 6               | 6               |   |   |              |               |               |              |              |  |
|  |                    | Bethanie Mattek       | Bethanie Mattek       | 65          | 3           |  |  |               |                    |                    |                 |                 |   |   |              |               |               |              |              |  |

### Sezione 3
|  | Primo turno         | Primo turno         | Primo turno       | Primo turno       | Primo turno |  |  | Secondo turno   | Secondo turno   | Secondo turno   | Secondo turno  | Secondo turno |   |   | Ultimo turno  | Ultimo turno  | Ultimo turno | Ultimo turno | Ultimo turno |  |
|  |                     |                     |                   |                   |             |  |  |                 |                 |                 |                |               |   |   |               |               |              |              |              |  |
|  | Nathalie Viérin     | Nathalie Viérin     | 6                 | 4                 | 6           |  |  |                 |                 |                 |                |               |   |   |               |               |              |              |              |  |
|  | Jorgelina Cravero   | Jorgelina Cravero   | 3                 | 6                 | 2           |  |  | Nathalie Viérin | Nathalie Viérin | Nathalie Viérin | 1              | 1             |   |   |               |               |              |              |              |  |
|  | Naomi Cavaday       | Naomi Cavaday       | Naomi Cavaday     | 3                 | 1           |  |  | Naomi Cavaday   | Naomi Cavaday   | Naomi Cavaday   | 6              | 6             |   |   |               |               |              |              |              |  |
|  | Tzipora Obziler     | Tzipora Obziler     | Tzipora Obziler   | 6                 | 2r          |  |  |                 |                 |                 |                |               |   |   | Naomi Cavaday | Naomi Cavaday | 6(1)         | 6            | 3            |  |
|  | Alberta Brianti     | Alberta Brianti     | 0                 | 6                 | 7           |  |  |                 |                 | Tat'jana Puček  | Tat'jana Puček | 7             | 3 | 6 |               |               |              |              |              |  |
|  | Maria-Elena Camerin | Maria-Elena Camerin | 6                 | 2                 | 5           |  |  | Alberta Brianti | Alberta Brianti | Alberta Brianti | 0              | 2r            |   |   |               |               |              |              |              |  |
|  |                     | Tat'jana Puček      | Tat'jana Puček    | Tat'jana Puček    | W-O         |  |  | Tat'jana Puček  | Tat'jana Puček  | Tat'jana Puček  | 6              | 5             |   |   |               |               |              |              |              |  |
|  | 6                   | Yvonne Meusburger   | Yvonne Meusburger | Yvonne Meusburger |             |  |  |                 |                 |                 |                |               |   |   |               |               |              |              |              |  |

### Sezione 4
|  | Primo turno        | Primo turno            | Primo turno            | Primo turno | Primo turno |  |  | Secondo turno          | Secondo turno          | Secondo turno      | Secondo turno      | Secondo turno |   |   | Ultimo turno           | Ultimo turno           | Ultimo turno | Ultimo turno | Ultimo turno |  |
|  |                    |                        |                        |             |             |  |  |                        |                        |                    |                    |               |   |   |                        |                        |              |              |              |  |
|  |                    | Virginia Ruano Pascual | Virginia Ruano Pascual | 6           | 6           |  |  |                        |                        |                    |                    |               |   |   |                        |                        |              |              |              |  |
|  | 4                  | Kateryna Bondarenko    | Kateryna Bondarenko    | 2           | 2           |  |  | Virginia Ruano Pascual | Virginia Ruano Pascual | 3                  | 7                  | 6             |   |   |                        |                        |              |              |              |  |
|  | Elena Bovina       | Elena Bovina           | Elena Bovina           | 6           | 6           |  |  | Elena Bovina           | Elena Bovina           | 6                  | 64                 | 2             |   |   |                        |                        |              |              |              |  |
|  | Sara Errani        | Sara Errani            | Sara Errani            | 1           | 3           |  |  |                        |                        |                    |                    |               |   |   | Virginia Ruano Pascual | Virginia Ruano Pascual | 7            | 3            | 6            |  |
|  | Ioana Raluca Olaru | Ioana Raluca Olaru     | 1                      | 7           | 7           |  |  |                        |                        | Ioana Raluca Olaru | Ioana Raluca Olaru | 5             | 6 | 0 |                        |                        |              |              |              |  |
|  | Iveta Benešová     | Iveta Benešová         | 6                      | 68          | 65          |  |  |                        | Ioana Raluca Olaru     | Ioana Raluca Olaru | 6                  | 7             |   |   |                        |                        |              |              |              |  |
|  | 5                  | Karin Knapp            | Karin Knapp            | 6           | 6           |  |  | 5                      | Karin Knapp            | Karin Knapp        | 4                  | 62            |   |   |                        |                        |              |              |              |  |
|  |                    | Jaroslava Švedova      | Jaroslava Švedova      | 3           | 4           |  |  |                        |                        |                    |                    |               |   |   |                        |                        |              |              |              |  |